# Kaspiska havet

Karta över Kaspiska havet, 1720

Karta över Kaspiska havet med omgivande länder, från 1726.

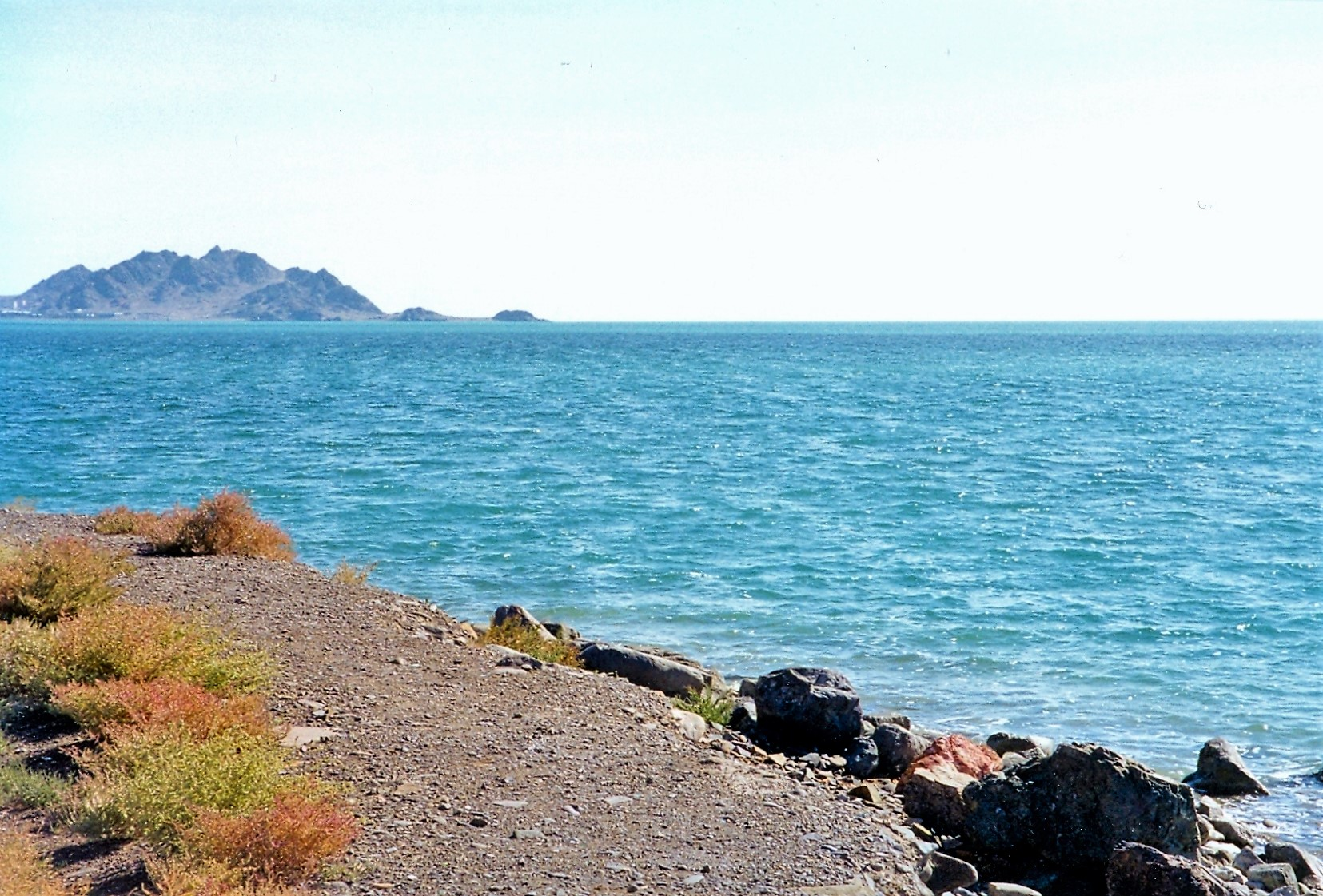
Kaspiska havet vid Türkmenbaşy.

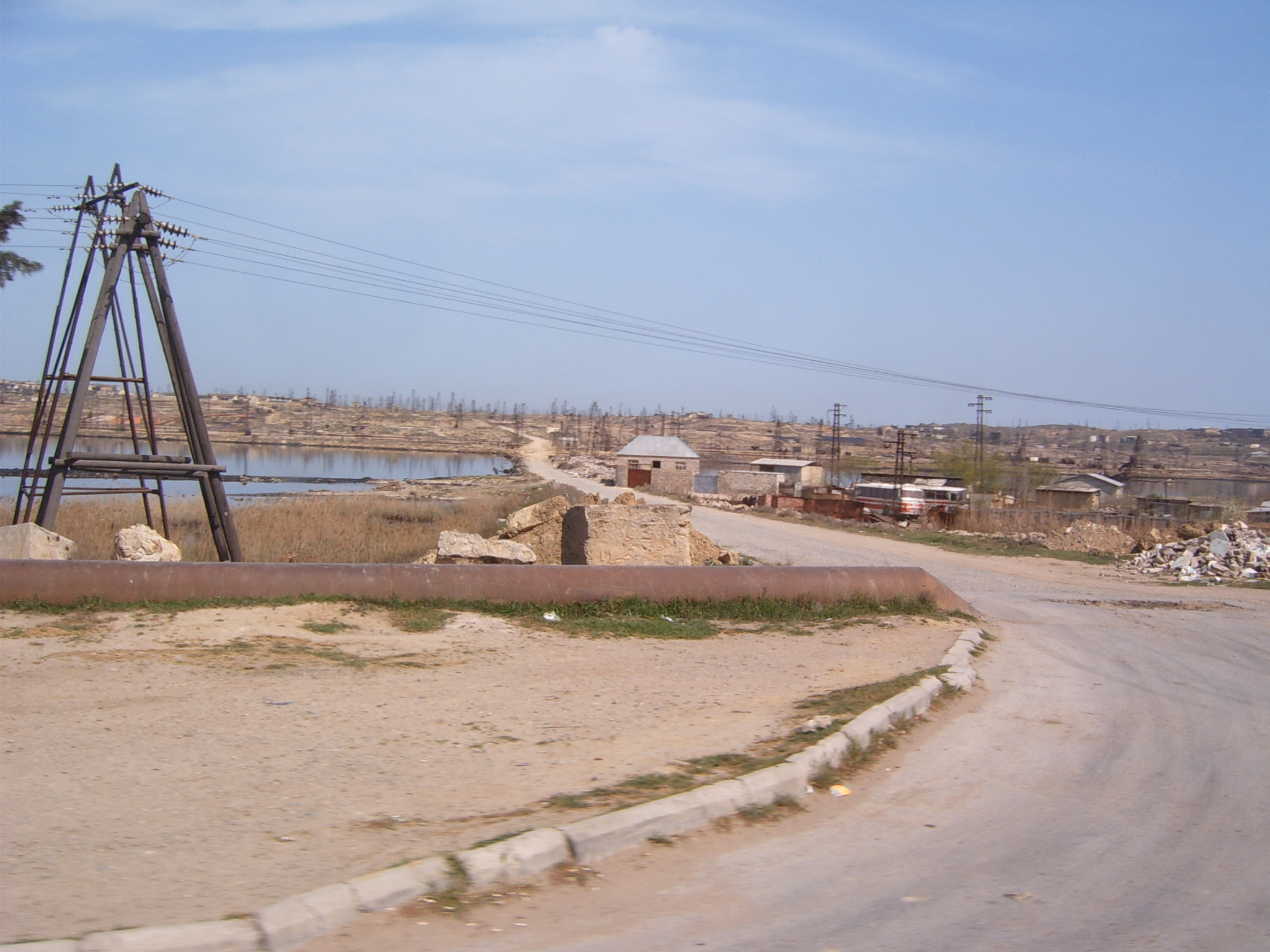
Oljefält vid Baku.

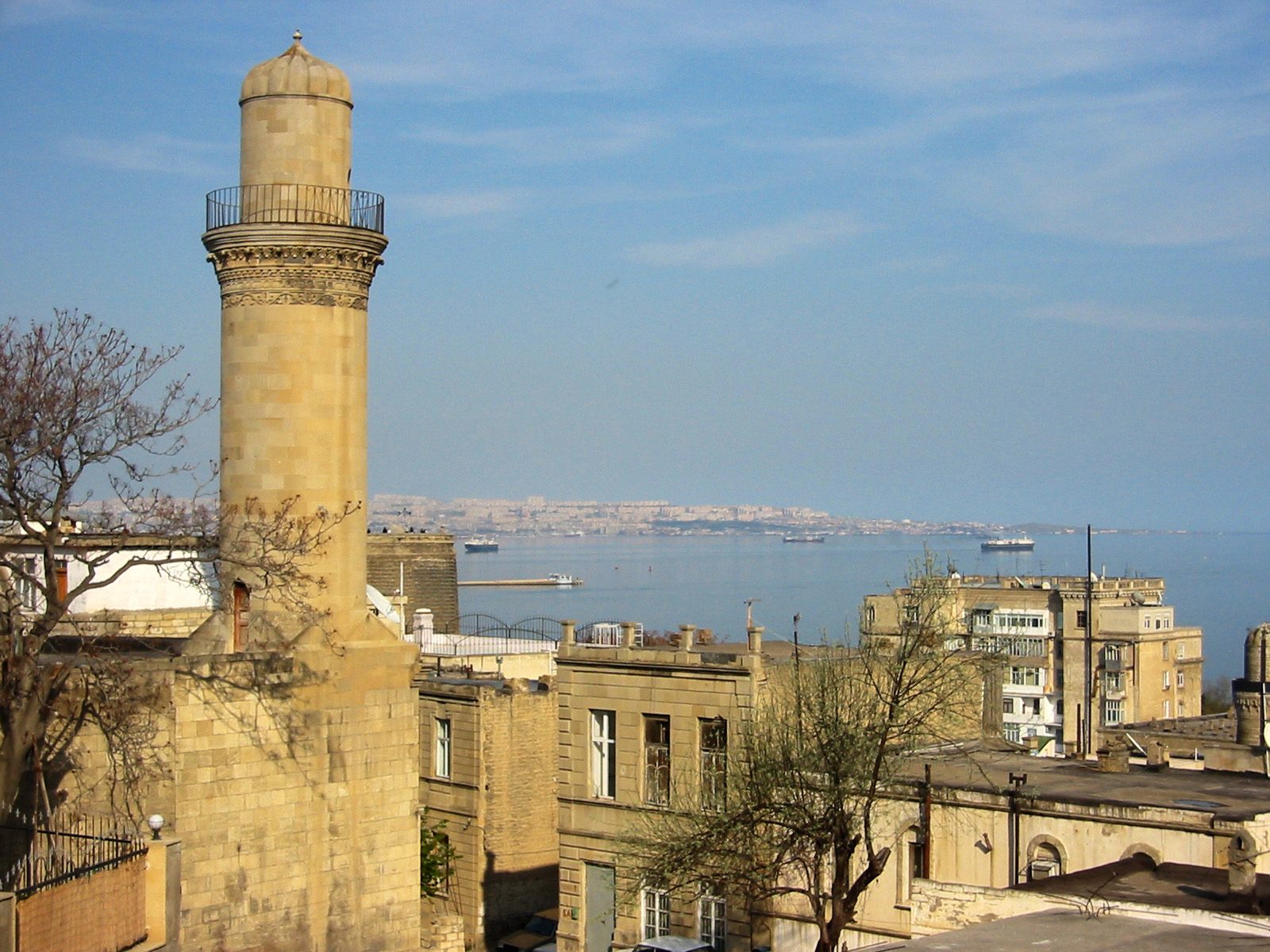
Baku, med Kaspiska havet i bakgrunden.

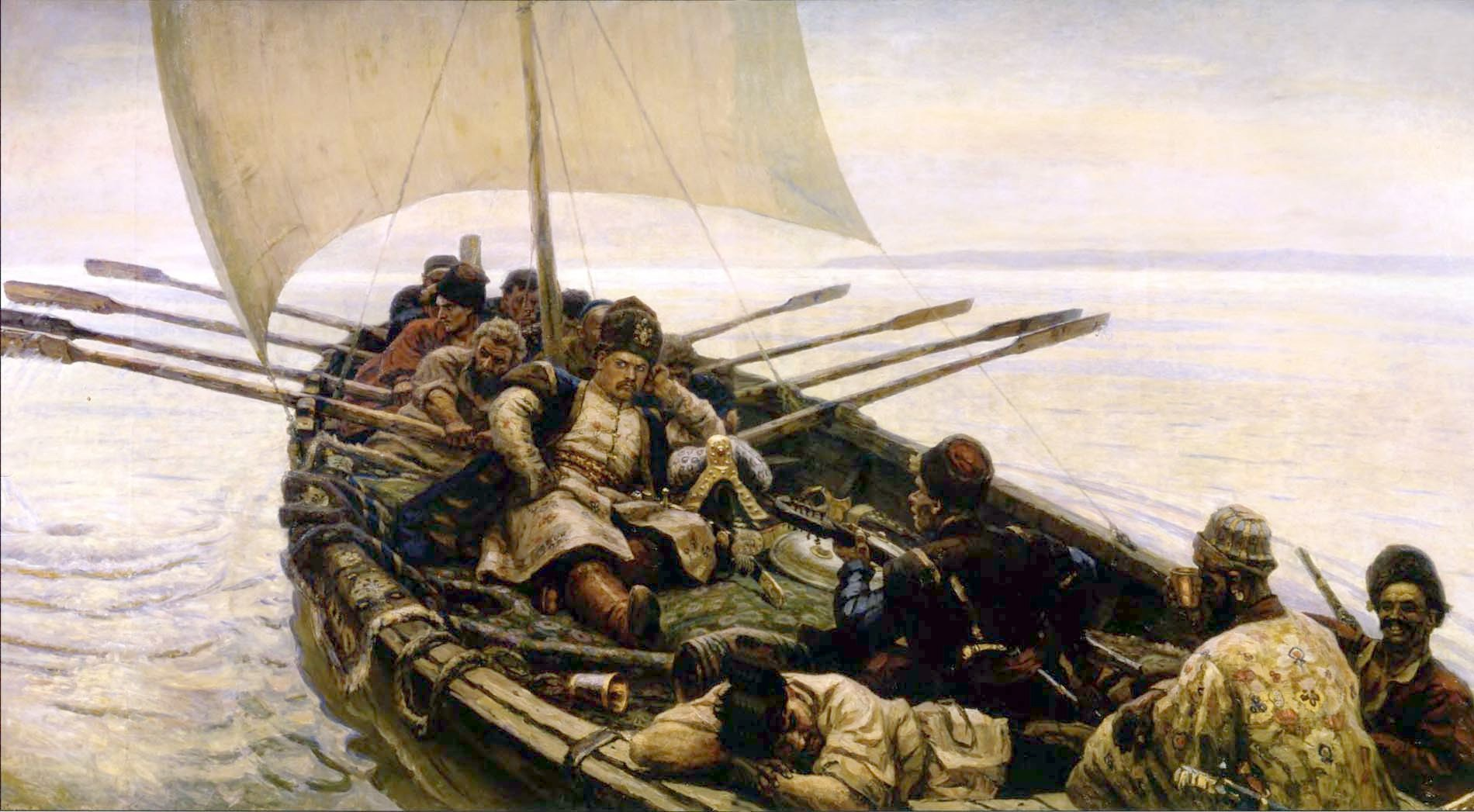
Stenka Razin (Vasilij Surikov)

Kaspiska havet eller Kaspiska sjön (ryska: Каспийское море (Kaspijskoje more); persiska: دريای خزر (Dariaye Xazar); azerbajdzjanska: Xəzər dənizi; turkmeniska: Hazar deňzi; kazakiska: Каспий теңізі (Kaspij tenizi), är jordens största insjö, med en yta på 374 000 km² och en volym på 78 200 km3. Sjön är endorheisk (har inga utflöden) och ligger både i Asien och Europa och utgör själva gränsen mellan världsdelarna. Havet är belägen mellan länderna Iran, Azerbajdzjan, Ryssland, Kazakstan och Turkmenistan. Maxdjupet i sjön är cirka 1 025 meter.
Salthalten i Kaspiska havet ligger på ungefär 1,1 procent, ungefär en tredjedel av salthalten i de flesta haven. Enligt Strabon är sjön namngiven efter ett forntida folk kallat Kashyapas (Sanskrit). Kaspiska havet är känt som Qazvin قزوين eller بحر قزوين på gamla arabiska kartor. I Iran är den ibland kallad Daryâ-ye Mâzandarân eller دریای مازندران.
Föroreningar från oljeindustrin och dammar i floder som rinner ut i den har skadat dess ekologi. Det förutspås att under 2000-talet kommer havets djup att minska med 9–18 m på grund av den globala uppvärmningen och processen med ökenspridning, vilket orsakar en ekocid.

## Historia
Kaspiska havet är, liksom Svarta havet och Medelhavet en rest av Tethyshavet. Under historiens gång har sjön till och från helt torrlagts men återfyllts under våtare epoker.
Människan har, enligt utgrävningar vid Behshahr i Mazandaran, varit bosatt i området cirka 75 000 år.
Mellan 800- och 1000-talet utförde ruserna flera expeditioner på Kaspiska havet.

## Geografi
Kaspiska havet har en ytnivå 28 meter under havets och ett största djup på 1 023–1 025 meter under havet och tillhör världens yttersta platser. Sjön ligger mellan Kaspiska sänkan i norr, Kazakiska stäppen (Kirgiziska stäppen) i nordost, Turansänkan i öster, Elburz i söder och Kaukasus i väster.
De viktigaste tillflödena är Volga (står för cirka 80 % av inflödet), Ural, Terek och Kura. Andra större tillflöden är Aras, Emba, Kuma, Samur, Sefid och Sulak. Sjön har inget utflöde, utan är endorheisk, det vill säga att vattnet avgår genom avdunstning.
En stor del av kustområdena ligger även de på cirka 28 meter under havsnivån. Sjöns storlek har de senaste decennierna minskat på grund av dammar och konstbevattning som bromsar vattentillförseln. Kaspiska havet delas in i en grundare norra halva och en djupare södra. De båda halvorna skiljs åt av en grundare passage som förbinder halvöarna Apsjeron (i Azerbajdzjan) och Tjeleken (i Turkmenistan) på var sin sida om sjön. Till sjön räknas också den mycket grunda bukten Kara-Bogaz-Gol just norr om Tsjeleken-halvön, men denna bukt håller på att förvandlas till en salt sumpmark och är i det närmaste avskuren från Kaspiska havet av en landremsa.
Djupskillnaden, i kombination med att det största tillflödet av sötvatten sker i norra delen av sjön, skapar en ojämn salthalt i sjön. I norra delen är sjön praktiskt taget saltfri, medan salthalten ständigt stiger i söder. Saltast är Kara-Bogaz-Gol, där det uppmäts en salinitet på 35 procent. Mitt i sjön är salthalten 11–13 psu (practical salinity unit), eller 1,1–1,3 procent, vilket motsvarar ungefär en tredjedel av salthalten i oceanernas havsvatten.
De största städerna vid Kaspiska havet är den ryska hamnstaden Astrachan och den azerbajdzjanska huvudstaden Baku. 
I sjön finns ett femtiotal öar, främst i den norra delen. De största öarna är Chechen, Tyuleny, Morskoy, Kulaly, Zhiloy och Ogurchin. Ön Bulla i Bakubukten är känd för sina stora oljetillgångar, liksom Pirallahi på andra sidan Apsjeronhalvön. På Nargin har det tidigare legat en sovjetisk militärbas.

## Klimat
Somrarna är varma runt hela sjön; medeltemperaturen för juli ligger på 25 till 28 plusgrader i sjöns samtliga kusttrakter. Vintertid råder däremot stora skillnader i medeltemperatur mellan sjöns norra och södra delar. Vid den iranska kusten ligger medeltemperaturen för januari på några få plusgrader, medan sjöns nordöstra del har en medeltemperatur kring 15 minusgrader.

## Ekonomisk betydelse

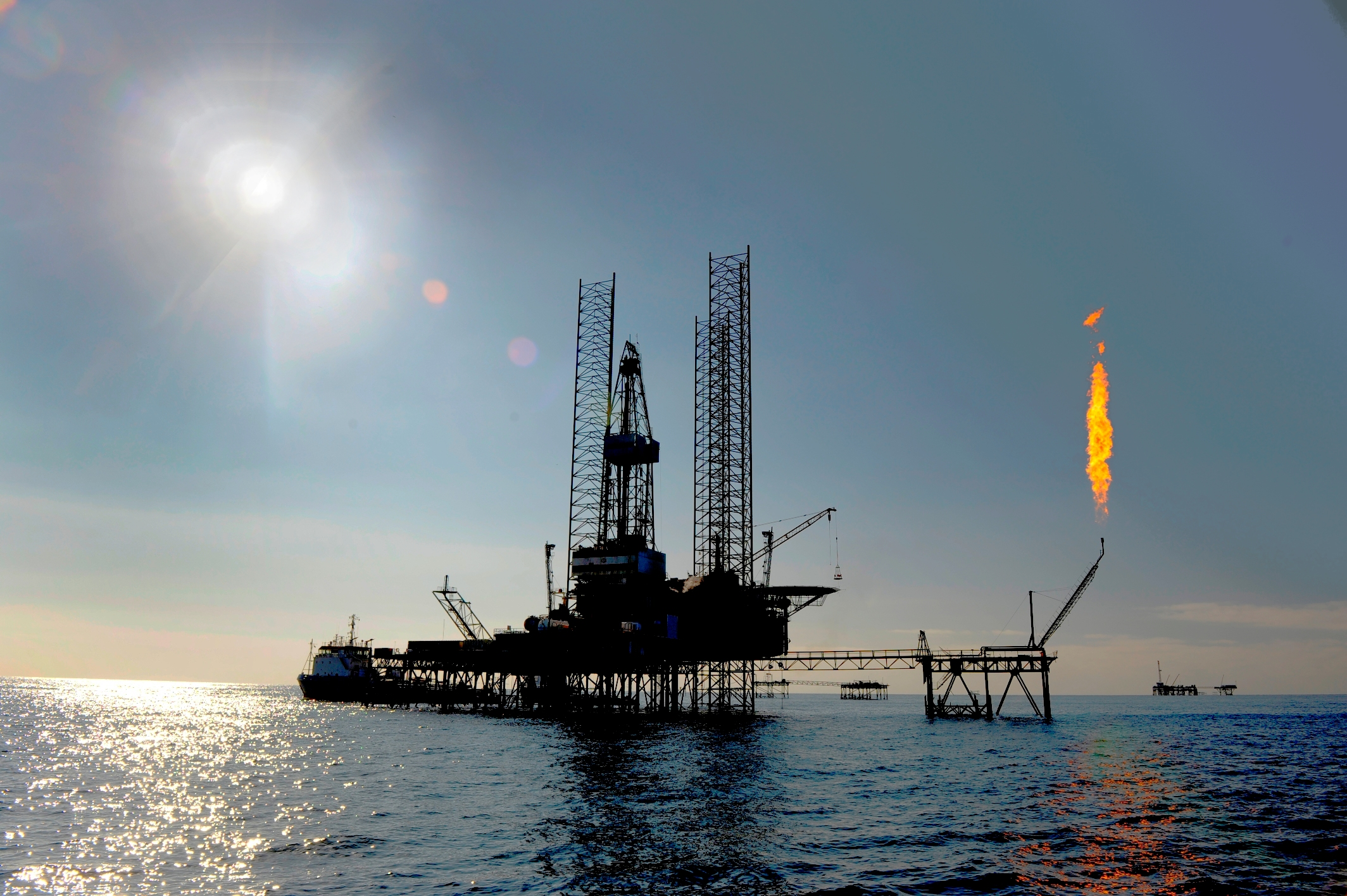
Borrplattform.

Kaspiska havet är mycket rikt på petroleum och naturgas. Under 2012 producerades ca 2,6 miljoner fat olja per dag. I sjön finns även en omfattande fiskerinäring på framförallt sill (Clupea harengus) och karpfiskar (Cyprinidae) samt persisk stör (Acipenser persicus), från vilken man får den berömda ryska och iranska kaviaren. I Kara-Bogaz-Gol utvinns salt.

## Fauna
Förutom ovan nämnda fiskar finns bland annat kaspisk säl (Pusa caspica), kaspisk trut (Larus cachinnans) och skräntärna (Hydroprogne caspia).
Ön Vulf har tidigare haft ett mycket rikt djurliv, som till stor del förstörts av oljeindustrin.